# Jack Collison
Jack David Collison (Watford, 2 ottobre 1988) è un allenatore di calcio ed ex calciatore gallese, centrocampista della Nazionale gallese e allenatore del Atlanta United 2.

## Carriera

### Club
Collison inizia a giocare nelle giovanili del Peterborough United e nel 2000 passa al Cambridge United. 
Nel 2005 resta senza squadra ed entra nelle giovanili del West Ham, di cui diventa capitano nel 2007.
Il 29 ottobre 2008 fa il suo esordio in Premier League all'Old Trafford contro il Manchester United. L'8 novembre gioca la sua prima partita a Boleyn Ground e segna il suo primo gol con il West Ham. Il 1º marzo 2009 un suo gol regala alla sua squadra la vittoria per 1-0 contro il Manchester City. Tre giorni dopo, contro il Wigan Athletic, subisce un infortunio a un ginocchio che lo costringe a restare lontano dal campo per due mesi. Torna a giocare il 6 maggio in casa dello Stoke City.
Al termine della stagione viene eletto "Young Hammer of the Year".
Il 23 agosto 2009 per gioca 89 minuti contro il Tottenham. Alla fine della partita scopre che suo padre Ian è morto in un incidente stradale mentre si recava allo stadio per vedere giocare suo figlio.
Due giorni dopo scende in campo in Carling Cup nel sentitissimo derby contro il Millwall. Per l'occasione i suoi compagni di squadra portano il lutto al braccio. Prima della partita ci sono scontri fra le due tifoserie e un uomo viene accoltellato. Il Millwall si porta in vantaggio ma a tre minuti dalla fine Junior Stanislas riporta il risultato in parità e i tifosi invadono il campo.
Collison, visibilmente sconvolto, viene scortato fuori dal campo..
Nella stagione 2009-2010 colleziona 22 presenze in Premier League e segna due reti: il 21 novembre contro l'Hull City e il 28 novembre contro il Burnley.
Un infortunio al ginocchio lo tiene fermo per più di 14 mesi, dal 23 febbraio 2010 al 7 maggio 2011 quando scende in campo nel pareggio casalingo contro il Blackburn. Gioca altre due partite prima della fine della stagione, che si conclude con la retrocessione degli Hammers in Football League Championship.

### Nazionale
Poiché suo nonno nacque a Bedwellty, nel Monmouthshire, Jack Collison ha potuto essere convocato dalla Nazionale gallese. Ha esordito con l'Under-21 il 7 novembre 2007 a Wrexham contro la Bosnia e in quella partita ha segnato il suo primo gol.
Il 29 maggio 2008 debutta con la Nazionale maggiore in un'amichevole vinta per 1-0 contro l'Islanda a Reykjavík.